# Dendrogasteridae
Dendrogasteridae är en familj av kräftdjur. Dendrogasteridae ingår i ordningen Ascothoracida, klassen Maxillopoda, fylumet leddjur och riket djur.
Familjen innehåller bara släktet Ulophysema. Dendrogasteridae är enda familjen i ordningen Ascothoracida.